# Fatma Aydemir
Fatma Bahar Aydemir, née en 1986 à Karlsruhe, est une journaliste et écrivaine allemande.

## Biographie
Fatma Bahar Aydemir grandit dans la banlieue de Karlsruhe. Ses grands-parents turcs étaient arrivés en Allemagne en tant que travailleurs immigrés alors que ses parents étaient adolescents. Elle étudie la philologie allemande et américaine à Francfort-sur-le-Main. Depuis 2012, Aydemir vit à Berlin et travaille comme rédactrice au quotidien taz, où elle s'intéresse aux thèmes de la culture pop, de la littérature et de la Turquie. Elle a co-initié le portail web bilingue taz.gazete, en réaction à la répression étatique contre la liberté de la presse en Turquie. En tant qu'autrice indépendante, elle écrit en outre pour Spex et Missy Magazine.

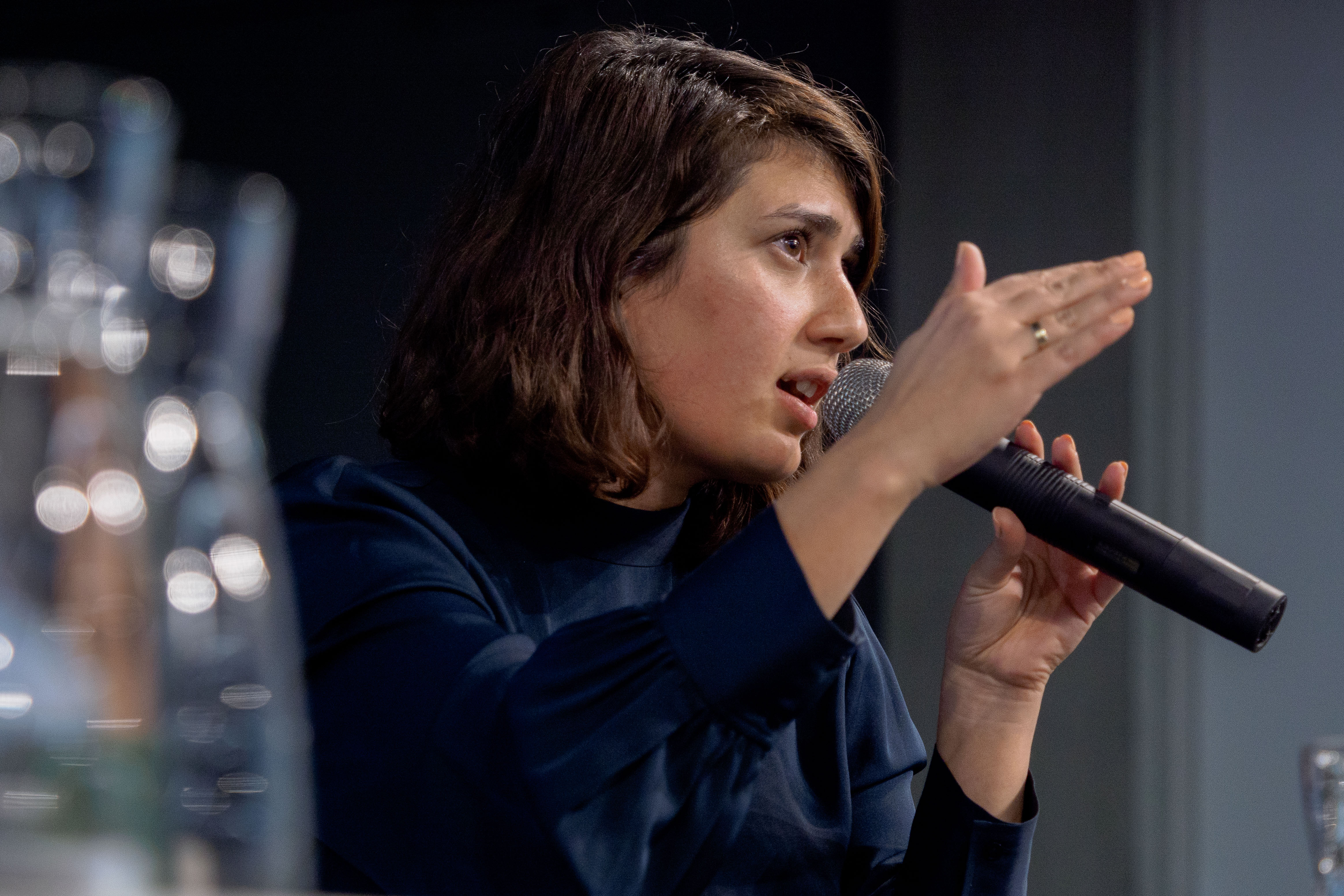
Fatma Aydemir à la fondation Heinrich Böll à Berlin en 2018.

## Œuvre
- Ellbogen, Roman, Hanser, Munich, 2017.
- Eure Heimat ist unser Albtraum, en tant qu'éditrice avec Hengameh Yaghoobifarah, Ullstein, Berlin, 2019.
- Dschinns, Roman, Hanser, Munich, 2022.

## Prix et distinctions
- 2023 : Prix LiteraTour Nord pour Dschinns[3]